# Кораблинская текстильная мануфактура
Кораблинская текстильная мануфактура — российское предприятие, выпускающее шёлковые ткани. Расположено в городе Кораблино Рязанской области.

## История
В 1959 году по решению Правительства РСФСР в рабочем посёлке Кораблино началось строительство комбината шёлковых тканей. 29 июня 1962 года Государственная комиссия приняла в эксплуатацию первую очередь прядильной фабрики на 50 тысяч веретён, а в июле этого же года фабрика дала свою первую продукцию — пряжу. 1 августа 1964 года была введена в эксплуатацию вторая очередь прядильной фабрики на 55 тысяч веретён. В 1963 году начался монтаж ткацкой фабрики. В 1965 году в производстве работало 1384 ткацких станка. В 1966 году введено в эксплуатацию отделочное производство. В 1972 году комбинат выпустил 24 артикула тканей.
Одновременно с комбинатом строились объекты инфраструктуры и жильё для работников. В 1965 году в городе был заложен микрорайон многоэтажной застройки «Текстильщик». В 1970 году открыт Дворец культуры КШТ.
В 1983 году на комбинате работало более 5000 человек. Ткани Кораблинского КШТ экспортировались в страны Африки, Европы и Азии.
В 1993 году комбинат шёлковых тканей реорганизовали в ЗАО «Кортекс», произошло резкое снижение объёмов производства. Был заключён ряд контрактов с американской корпорацией МЖЛ. К тому времени оборудование устарело, а на новое оборудование не хватало средств. Предприятие работало с перебоями. Рабочим не выплачивали заработную плату. В конце 1990-х годов предприятие оказалось на грани банкротства. И в начале 2000-х годов ЗАО «Кортекс» было признано банкротом.
Попытки воссоздать градообразующее предприятие не увенчались успехом: в 2004 году было создано ООО «Коттеко» (Кораблинская текстильная компания), а в 2005 году открыто новое предприятие — ОАО «Кораблинская текстильная мануфактура», основная деятельность которого сосредоточилась на выпуске шёлковых тканей, однако в 2008 году производственные цеха были законсервированы.
В июне 2013 года было объявлено, что инвесторы вновь хотят возродить комбинат. На предприятии предполагалось производство технических, мебельных и плательных тканей. Разработку производственной линии и дизайна продукции должно было осуществлять ООО «Валентин Юдашкин». Реализация проекта позволила бы создать более 1000 рабочих мест. Также в Кораблино предполагалось воссоздать учреждение по подготовке кадров.
7 октября 2014 года в Москве в рамках бизнес-форума «Инвестиционные дни Рязанской области» было подписано соглашение о взаимодействии Правительства Рязанской области и Национальной инвестиционно-финансовой корпорации. Оно предполагало создание в Кораблинском районе межрегионального текстильного кластера на базе прядильно-ткацкой фабрики. Новое производство планировалось создать путём кардинальной модернизации уже существующих цехов, а также строительства новых. Инвестиции в проект должны были составить около 5 млрд рублей до 2021 года.
В настоящее время не работает. Цеха разрушены, оборудование вывезено на металлолом.